# Provincia de Mikawa
La provincia de Mikawa (三河国, Mikawa no kuni) fue una provincia japonesa que en la actualidad correspondería con la mitad este de la prefectura de Aichi. Su nombre abreviado fue Sanshū (三州 o 参州). Mikawa bordeaba las provincias de Owari, Mino, Shinano y Tōtōmi(遠江). 
Mikawa fue una de las provincias de Tōkaidō. Bajo el sistema de clasificación Engishiki, Mikawa era considerada como un "país superior" (上国) en términos de importancia y un "país cercano" (近国) en términos de distancia a la capital.

## Historia
Mikawa es mencionada en los registros de la reforma Taika del año 645, como también en varias crónicas del periodo Nara(奈良時代). Gracias a numerosos restos encontrados por arqueólogos se conoce que el área ya estaba poblada durante el paleolítico. Los primeros registros se refieren a Mikawa como la provincia de Ho (穂国 Ho no kuni). La localización exacta de la capital es desconocida aunque se considera que podría encontrarse en el área de Ko-machi (国府町), actual Toyokawa, por los restos encontrados de ruinas muy extensas durante unas excavaciones de 1991 a 1997.